# Svěřenské nástupnictví
Svěřenské nástupnictví (fideikomisární substituce) je institutem dědického práva, jehož podstatou je nařízení zůstavitele, aby přední dědic (fiduciář) přenechal dědictví nebo jeho část po své smrti nebo při splnění jiné podmínky jinému, následnému dědici, který se označuje jako svěřenský nástupce (fideikomisář).
V českých zemích bylo svěřenské náhradnictví zrušeno k 1. lednu 1951 s tím, že omezení z něho vyplývající trvala nadále a skončila nejpozději k 1. dubnu 1964. Vrátilo se od 1. ledna 2014 pod mírně pozměněným názvem s novým občanským zákoníkem, kde je upraveno v ustanoveních § 1512 až 1524. Existuje také v dalších státech, jako je Německo, Rakousko, Itálie apod.

## České právo
Smysl a účel fideikomisární substituce se projevuje zejména v případech, kdy je předním dědicem nezletilé dítě nebo osoba s omezenou svéprávností. Dědictví je tak chráněno a nástupnictví zde zanikne v zásadě až okamžikem, kdy takový dědic získá pořizovací způsobilost, u dítěte však jen v rozsahu povinného dílu až do okamžiku, kdy samo bude mít potomka způsobilého dědit. Nařízení svěřenského nástupnictví může být výslovně uvedeno v závěti, anebo k tomu může dojít mlčky, jestliže zůstavitel určitému dědici pouze obecně zakáže o dědictví pořizovat, pokud jej povolá jen na určitou dobu nebo pod určitou podmínkou, či pokud za dědice povolá někoho, kdo v době jeho smrti nebude ještě ani nasciturem. V prvním a druhém případě se svěřenskými nástupci stanou zákonní dědicové předního dědice, ve třetím a čtvrtém je sám svěřenským nástupcem (ovšem jen v případě odkládací podmínky, nastanou-li účinky rozvazovací podmínky, nastupují opět jeho zákonní dědicové). Svěřenských nástupců může být ve vztahu k jednomu dědici povoláno i více, mohou nabývat současně nebo postupně, avšak aby nevzniklo rodinné svěřenství, je stanoveno, že svěřenské nástupnictví zaniká okamžikem, kdy jmění nabude první nástupce z těch, kteří nebyli zůstavitelovými současníky. Trvání tohoto institutu je nakonec, nedojde-li k jeho zániku dříve uvedenými způsoby či neexistencí nástupců, omezeno maximální dobou 100 let od smrti zůstavitele, příp. smrtí předního dědice, který byl jeho současníkem.
Po dobu trvání svěřenského nástupnictví je vlastnictví předního dědice značně omezeno. Dědictví může jako řádný hospodář držet, užívat je a brát z něho plody a užitky, nesmí jej však bez souhlasu svěřenského nástupce zcizit nebo zatížit, protože musí být fideikomisáři uchováno (výjimkou je nutnost uhrazení zůstavitelových dluhů nebo povolí-li mu zůstavitel volné nakládání s dědictvím inter vivos). Ten má už navíc předem právo na to, aby mu fiduciář předal inventář dědictví, a to i ve formě veřejné listiny. Kromě toho může v zájmu své jistoty požádat soud, aby dědici stanovil způsob hospodaření s věcí, nese-li plody či užitky. Soud naopak může dědici umožnit zcizení či zatížení věci bez souhlasu nástupce tehdy, je-li to k řádné správě nutné. V opačném případě je právní jednání fiduciáře relativně neúčinné, a je-li svěřenské nástupnictví zapsáno v katastru nemovitostí, dokonce neplatné vůči fideikomisáři absolutně.